# Monts Alaï
Pour les articles homonymes, voir Alaï.
Les monts Alaï sont une chaîne de montagne d'Asie centrale qui s'étend dans le sud du Kirghizistan. Elle constitue le rebord méridional des monts Tian. L'Alaï est orienté est-ouest et sépare la province méridionale d'Osh, du reste du territoire du Kirghizistan.  
Au sud des monts Alaï s'étend d'est en ouest également la vallée d'Alaï qui abrite le cours supérieur du Vakhch, appelé Kyzyl-Sou sur le territoire kirghize. Cette vallée est elle-même longée au sud par le chaînon Trans-Alaï du Pamir matérialisant la frontière entre le Kirghizistan et le Tadjikistan.
Les monts Alaï se prolongent à l'ouest, d'abord sur les territoires du Tadjikistan, puis de l'Ouzbékistan, par plusieurs chaînes de montagnes qui gardent la même orientation est-ouest : les monts Turkestan au nord, ainsi que les monts Zeravchan et les monts Hissar (ou Gissar en anglais) au sud, séparés par la haute vallée de la rivière Zeravchan.
Au nord de l'ensemble formé par les monts Alaï et les monts Turkestan, s'étend la vaste vallée de Ferghana.